# Sidi Aissa Ben Slimane
Sidi Aissa Ben Slimane  (in arabo سيدي عيسى بن سليمان‎?) è un centro abitato e comune rurale del Marocco situato nella provincia di El Kelâat Es-Sraghna, regione di Marrakech-Safi. Conta una popolazione di 19 977 abitanti (censimento 2014).